# 金斯县 (加利福尼亚州)
金斯县（英語：Kings County）又译国王县，是美国加利福尼亚州的一个县，县治汉福德。根据美国人口普查局2020年统计，共有人口15萬2,486人；人口比例白人約占53.68%、非裔占8.30%、亞裔占3.07%、印第安人占1.68%。

## 地理

### 建制市
| 自治体（市/镇）    | 成立年份 | 人口（2018） |
| ------------------ | -------- | ------------ |
| 阿维纳尔（Avenal） | 1979     | 13,218       |
| 科克伦（Corcoran） | 1914     | 21,676       |
| 汉福德（Hanford）  | 1891     | 56,910       |
| 勒穆尔（Lemoore）  | 1900     | 26,474       |